# Paul-Marie Coûteaux

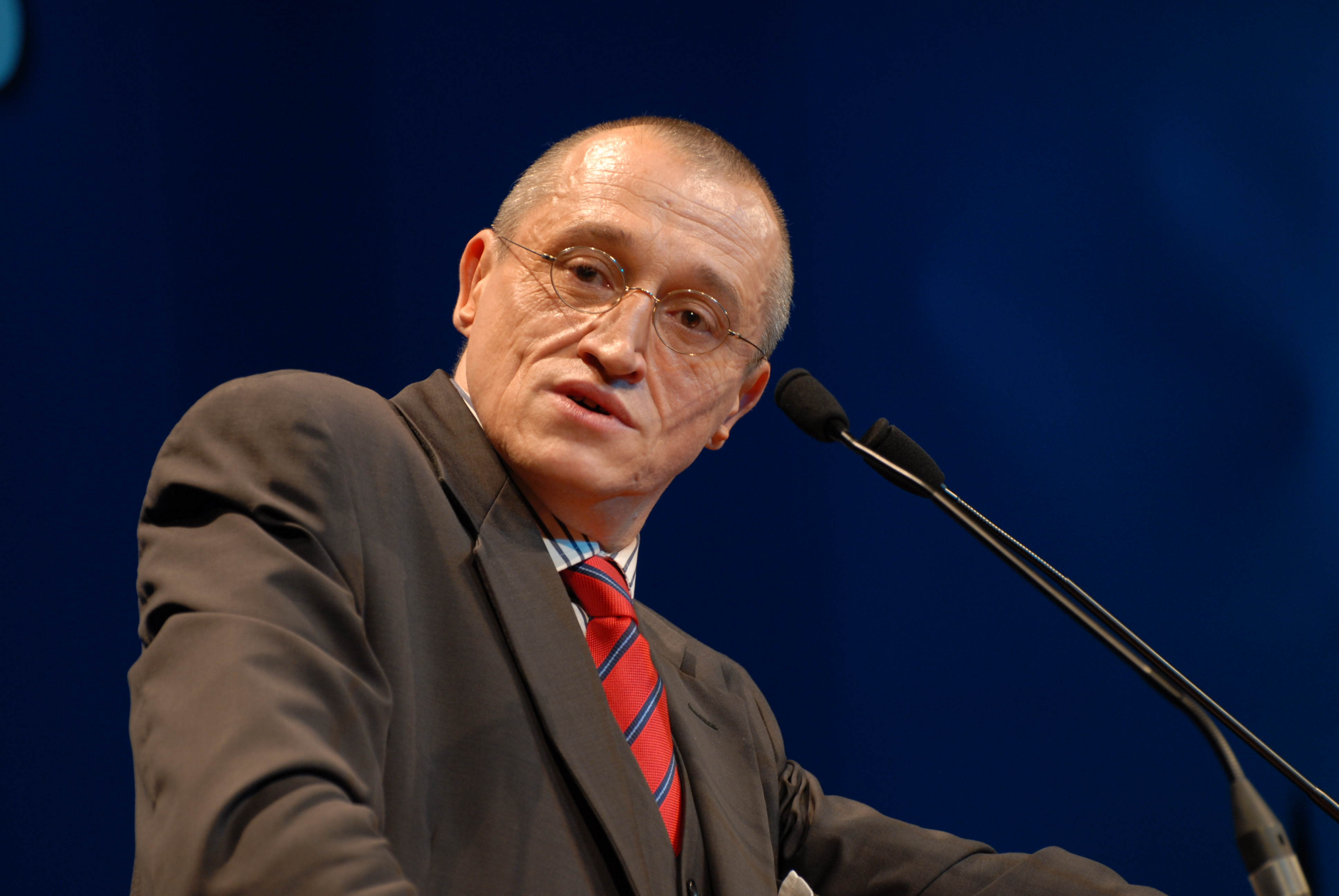
Paul-Marie Coûteaux im April 2007

Paul-Marie Coûteaux (* 31. Juli 1956 in Paris) ist ein französischer Politiker. Von 1999 bis 2009 war er Mitglied des Europäischen Parlaments.

## Politische Karriere
Paul-Marie Coûteaux ist der Sohn des Schriftstellers André Couteaux. Nach einem Studium der Politik- und Rechtswissenschaften durchlief er 1980–82 die Elite-Verwaltungshochschule École nationale d’administration (ENA). Er begann er seine politische Karriere als Berater für verschiedene französische Politiker, darunter Handelsminister Michel Jobert (1981–83), Sprachbeauftragter Philippe de Saint-Robert (1984–87) und Verteidigungsminister Jean-Pierre Chevènement (1988–91). 1992–93 arbeitete Coûteaux als Berater im Büro des UN-Generalsekretärs Boutros Boutros-Ghali.
Ab 1993 wurde Coûteaux Berater und Redenschreiber des Präsidenten der französischen Nationalversammlung, Philippe Séguin, der ab 1997 zugleich Präsident der gaullistischen Partei Rassemblement pour la République (RPR) war. Ab 1998 war Coûteaux Redaktionsleiter der neu gegründeten RPR-Zeitschrift Une certaine idée. Er wurde bekannt durch seinen Essay Traité de savoir-disparaître à l'usage d'une vieille génération, in dem er die 68er-Generation angreift.
Innerhalb des RPR zählte Coûteaux zum souveränistischen, europaskeptischen Flügel, der unter anderem den Vertrag von Maastricht ablehnte. 1999 folgte Coûteaux der Gruppe um Charles Pasqua, der mit dem RPR brach, da dieser in seinen Augen unter Staatspräsident Jacques Chirac das Erbe des Gaullismus nicht mehr angemessen vertrat, und die souveränistische Partei Rassemblement pour la France (RPF) gründete. Auf deren Liste wurde Coûteaux bei der Europawahl 1999 in das Europäische Parlament gewählt. Dort saß er zunächst in der europaskeptischen Fraktion Union für das Europa der Nationen und war Mitglied des Ausschusses für Entwicklung und Zusammenarbeit. Er verließ das RPF jedoch bei dessen Spaltung im Sommer 2000. Im März 2001 wechselte er in die Fraktion für das Europa der Demokratien und der Unterschiede, deren Vorstand er ab Mai 2001 angehörte. Ab Januar 2002 gehörte er dem Ausschuss für auswärtige Angelegenheiten, Menschenrechte, Gemeinsame Sicherheit und Verteidigungspolitik des Europaparlaments an. Im Dezember 2001 gründete er zusammen mit Jean-Paul Bled die Partei Entente souverainiste, die sich 2003 in Rassemblement pour l'indépendance et la souveraineté de la France (RIF; „Vereinigung für die Unabhängigkeit und die Souveränität Frankreichs“) umbenannte. Außerdem wurde Coûteaux Leiter der souveränistischen Wochenzeitung L'Indépendance.
Bei der Europawahl 2004 wurde Coûteaux erneut in das Europäische Parlament gewählt, diesmal auf der Liste der Partei Mouvement pour la France (MPF) unter Philippe de Villiers. Das MPF war Mitglied der Ende 2008 aufgelösten rechtskonservativen, europaskeptischen Europapartei Allianz der Unabhängigen Demokraten in Europa. Im Europaparlament gehören die drei MPF-Abgeordneten der EP-Fraktion Unabhängigkeit und Demokratie an. In dieser war Coûteaux Vorstandsmitglied. Zudem gehörte er weiter dem Ausschuss für auswärtige Angelegenheiten an und war Delegierter für die Beziehungen zu den Maghreb-Ländern und der Union des Arabischen Maghreb sowie in der Parlamentarischen Versammlung Europa-Mittelmeer.
2005 setzte sich Coûteaux mit dem MPF im französischen Referendum über den EU-Verfassungsvertrag für ein Nein ein. Im Mai 2008 wurde er zum Vorsitzenden der souveränistischen Kleinpartei Rassemblement pour l'indépendance et la souveraineté de la France gewählt. Im Februar 2009 gab er zusammen mit Philippe de Villiers seine Mitgliedschaft in der paneuropäischen Organisation Libertas bekannt, die den Vertrag von Lissabon ablehnt. Durch die Mitgliedschaft Coûteaux' und Villiers' erfüllte Libertas die notwendigen Kriterien, um als europäische politische Partei anerkannt zu werden. Bei der Europawahl in Frankreich 2009 wurde Coûteaux nicht mehr auf der Liste von MPF und Libertas aufgestellt, und auch Gespräche mit Nicolas Dupont-Aignan führten nicht zu einer Nominierung durch dessen Partei nationalkonservative Debout la République. Coûteaux kündigte daraufhin zunächst eine eigene Kandidatur mit der Partei RIF an, zog sich dann aber Ende April 2009 offiziell aus dem Wahlkampf zurück und rief zur Wahlenthaltung auf.
Im März 2011 rief Coûteaux zu einer Partnerschaft des RIF mit dem rechtsextremen Front National unter Marine Le Pen und der Partei Debout la République von Nicolas Dupont-Aignan auf. Im Oktober 2011 trat er als Vorsitzender des RIF zurück und wurde Sprecher der Kampagne von Marine Le Pen zur Präsidentschaftswahl 2012. Ende 2011 gründete er zudem die Kleinpartei Souveraineté, identité et libertés (SIEL; „Souveränität, Identität und Freiheiten“) als „gaullistisch-souveränistischen“ Partner von Le Pens FN. Nachdem sich Coûteaux im April 2014 von Le Pen distanziert hatte, wurde er im Juni 2014 als Vorsitzender von SIEL abgesetzt. Bei der Präsidentschaftswahl 2017 unterstützte Coûteaux François Fillon von der konservativen Partei Les Républicains. 2018 fungierte er als Berater von Nicolas Dupont-Aignan, Vorsitzender der nationalkonservativen Partei Debout la France. Zur Europawahl 2019 rief Coûteaux zur Wahl der Liste Dupont-Aignans auf. Anschließend trat er jedoch der Parti chrétien-démocrate (PCD) bei.